# Acrocercops unistriata
Acrocercops unistriata är en fjärilsart som beskrevs av Yuan 1986. Acrocercops unistriata ingår i släktet Acrocercops och familjen styltmalar.
Artens utbredningsområde är:
- Hongkong (Kina).
- Nepal.
- Taiwan.

Inga underarter finns listade i Catalogue of Life.